# Яхневич Орися Михайлівна
Яхневич Орися Михайлівна (17 жовтня 1947, Семенівка) — українська письменниця, поетеса, авторка пісень. Лауреат премії імені Тараса Мельничука, лауреат премії імені Леся Мартовича, лауреат премій імені Григорія Никифорука. Друкується в газетах, журналах, альманахах, збірниках.

## Біографічні відомості
Орися народилась в невеличкому покутському селі Семенівка на Городенківщині в селянській родині. В п'ятирічному віці захворіла на незначну хворобу, побічні прояви якої призвели до ускладнень, з того часу вона прикута до ліжка. Орися екстерном закінчує школу.
1962 року вперше надрукувала добірку своїх віршів під назвою «Життя всміхається через вікно». 
|  | Діти бігають, граються, вчаться, — розповідає Орися Яхневич, — ось і сестричка. Завжди їй ніколи: уроки, уроки. А я? Добре, що мама поруч: то грілку до ніг прикладе, то постіль поправить. Я ж лежала, щільно замотана від ніг до голови. Чекала з нетерпінням тата з кузні, який неодмінно знаходив для мене лагідні слова. і мріяла. Згадувала першу вчительку, світ навколо, і по-дитячому щиро вірила, що скоро все погане минеться і я буду така, як усі. . |

В 1977 році побачила світ перша книжка поетеси «Я іду» з передмовою Дмитра Павличка.
В 1984 році вийшла друком друга поетична книга — «Путь». В 1985 році її прийняли до Спілки письменників України. Тоді ж вона вступила до всесоюзного літературного інституту імені Горького. Їй не вдалося його закінчити — через хворобу та розпад союзу.
Мати до своєї смерті у 2007 році доглядала за Орисею, згодом цим став займатись племінник Іван Андрухович, який працює в районному відділі освіти.

## Нагороди
- 2007 — почесна відзнака «За подвижництво в культурі Прикарпаття».[6]

## Творчий доробок
Є автором збірок:
- Життя всміхається через вікно (1962)
- Я іду (1977)
- Путь (1984)
- Сонце і гроза (1993)
- Нескорена (1994)
- Чари любові (1996)
- Ещё не вечер (1997)
- Молімось (2003)
- Крізь час і простір (2005)
- Тепло любистку (2006)
- Горіння (2008).

 

Мені б хоч краплинку натхнення

В цю ніч, що моєю не є.

А мама відкрила варення

І в ліжко мені подає...

Не спиться. Ікони. Портрети.

Зірки на віконних шибках...

Мене б хоч згадали поети

В цей час, коли тлумиться птах...

Стають білобучими ранки.

Ангелами зорі стають.

Я долі недоброї бранка,

Та в болю - поезії суть.

І падаю знов на коліна -

Молюся, тихіша трави.

За мною стоїть Україна

Й півсвіту, як півголови...